# Dekutince
Dekutince (cyr. Декутинце) – wieś w Serbii, w okręgu pczyńskim, w gminie Vladičin Han. W 2011 roku liczyła 245 mieszkańców.